# Michael Thaut
Michael Hugo Thaut (* 1952 in Mannheim) ist Dekan der School of Visual and Performing Arts an der Colorado State University und Inhaber zweier Lehrstühle. Verliehen wurden ihm eine Professur für Musik und eine weitere für Neurowissenschaften. Michael Thaut ist im deutschsprachigen Raum auch bekannt als Mitbegründer der Deutschfolk-Gruppe Fiedel Michel.

## Leben
Kindheit und Jugend verlebte Michael Thaut als Sohn des baptistischen Theologen Rudolf Thaut und dessen Ehefrau Irmgard (geborene Schostak; 1920–2002) in Mannheim, München, Bad Homburg und Hamburg. Nach seinem Abitur studierte er von 1972 bis 1976 Erziehungswissenschaften an der Universität Münster und absolvierte im Anschluss ein Musikstudium am Mozarteum in Salzburg.
Bereits während seines Studiums 1973 gründete Thaut gemeinsam mit Thomas Kagermann und Martin Hannemann die Folkband Fiedel Michel. Ihren ersten öffentlichen Auftritt hatte die Band im Sommer desselben Jahres. In der Folgezeit veröffentlichte das Trio zahlreiche Langspielplatten und entwickelte sich zu einer der bedeutendsten Bands dieses Genres. 1981 löste sich die Fiedel Michel auf. Neben seinem musikalischen Engagement im Folk-Bereich arbeitete Thaut auch als professioneller Violinist in verschiedenen Kammermusik-Ensembles.
Nach 1981 ging Michael Thaut in die Vereinigten Staaten und arbeitete dort zunächst als Musiktherapeut. An der Michigan State University absolvierte er ein Studium und promovierte anschließend zum Doctor of Philosophy in Music. Heute ist er Professor für Musik und gleichzeitig Professor für Neurowissenschaften an der Colorado State University. Seit 2001 ist er auch als Co-Direktor der angeschlossenen School of Arts tätig und leitet als Vorsitzender den Fachbereich Musik, Theater und Tanz. Die University of Toronto (Kanada) berief ihn 2016 zum Direktor des neuen Forschungszentrums für Musik und Gesundheitswissenschaften (MAHRC).

## Würdigungen (Auswahl)
Thaut erhielt von der Amerikanischen Gesellschaft für Musiktherapie ( American Music Therapy Association) 1993 den  National Research Award und 2001 den National Service Award. Die japanische Kurashiki Sakuyo Music University ernannte ihn 2010 zum Honorarprofessor. Diese Professur ist auch mit einem zeitlich begrenzten Lehrauftrag versehen.

## Werke (Auswahl)
Michael Thaut hat über 250 wissenschaftliche Publikationen verfasst. Seine Werke sind in Deutsch, Franzoesisch, Japanisch, Koreanisch, Italienisch und Spanisch erschienen.
- Oxford Handbook of Music and the Brain 2019
- Oxford Handbook of Neurologic Music Therapy 2014
- Oxford Handbook of Music Psychology 2012
- Rhythm, Music, and the Brain: Scientific Foundations and Clinical Applications, 2007, ISBN 9780415964753
- Das große Fiddlebuch, Bonn 1981, Neuauflage 1997, ISBN 9783802402708
- Die Welt ist unser trotz alledem, Berlin (West) 1981
- Leevtalligheid, Fischerhude 1979
- Fiedel Michel, Nottuln 1976